# Johannes Laß
Johannes Laß (getauft 18. April 1721 in Husum; † 24. Mai 1784 ebenda) war ein deutscher Anwalt, Bürgermeister und Chronist.

## Leben
Johannes Laß’ Vater war Kaufmann. Er legte das Abitur in Husum ab und studierte anschließend in Jena Rechtswissenschaften. Im Anschluss kehrte er nach Husum zurück, wo er als Untergerichtsadvokat arbeitete.
1750 veröffentlichte er die erste ausführliche Chronik der Stadt Husum. Es folgten eine Beschreibung Helgolands sowie ein Handbuch zum Kirchenrecht der Herzogtümer Schleswig und Holstein.

## Schriften
- Sammelung einiger Husumischen Nachrichten, von anno 1089 bis anno 1700 inclusive, aus unterschiedenen Manuscripten und Documenten ec. zusammen getragen ... Holwein, Flensburg, 1750–1753.
  - Hauptband, 1750
  - 1. Forts.: Fortsetzung der Sammlung ... welche de ... 1701 biss 1750 Jun. incl. ... zusammengetragen ..., 1750.
  - 2. Forts., 1752
  - Supplement: Documenta welche die Kirchliche Verfassung zu Husum betreffen, und dahero als eine Anlage zu Joh. Lass Husum. Sammlung, dem Druck übergeben werden, 1753.

- Vorläufige Kurtze Nachricht von der Beschaffenheit ... Verfassung des merkwürdigen Heiligelands, Flensburg 1751.
- Anderweitige, jedoch vermehrte und verbesserte, mithin zuverläßige Nachricht, von der jezigen Beschaffenheit und dem jezigen Zustande des merckwürdigen Heiligen- oder Helgo-Landes. Holwein, Flensburg 1753 (Digitalisat).
- Versuch einer vermehrten Anleitung, wie Studiosi Theologiae und angehende Prediger in dem Herzogthum Schleswig-Holstein, die Landesherrschaftliche Kirchen-Verordnungen sich bekannt und zu Nutzen machen können. Serringhausen, Flensburg 1759 (Digitalisat).
- Nachricht von dem Leben, und dem Familien-Legato, des ehemaligen Doctoris Theol. und Gener. Superint. zu Ratzeburg Nicolai Petræi, Hvsvmens: aus glaubwürdigen Nachrichten entworfen, und aus dessen lateinischen, jedoch ungedruckten Briefen erläutert. Johann Christoph Korte, Flensburg 1763 (Digitalisat).
- Anleitung, wie Studiosi Theologiae und angehende Prediger in den Herzogthümern Schleswig und Holstein Königl. Antheils, die herausgekommene Landes-Herrschaftliche Kirchen-Verordnungen, Rescripten [et]c. zur Wahrnehmung ihrer Pflichten, sich bekant machen können. ... Anjetzo zum drittenmal vermehrt, und mit vielen Anmerkungen erläutert. Serringhausen, Flensburg 1768 (Digitalisat).